# John Hardjoprajitno
John S. Hardjoprajitno (geb. omstreeks 1952) is een Surinaams ex-militair. Hij werd verdacht van betrokkenheid bij de Decembermoorden van 8 december 1982 (maar in 2019 vrijgesproken) en zou betrokken zijn geweest bij de dood van Fred Ormskerk.

## Biografie
Hardjoprajitno was een van de sergeanten van de "Groep van 16" die op 25 februari 1980 de door sergeant-majoor Desi Bouterse geleide staatsgreep uitvoerde, de zogenoemde Sergeantencoup. Na deze staatsgreep werd de Nationale Militaire Raad (NMR) ingesteld die de macht overnam en de regering-Arron naar huis stuurde. Half maart kwam er een nieuwe regering onder leiding van Chin A Sen waarbij twee NMR-leden de raad verlieten om toe te treden tot het kabinet: Laurens Neede werd onderminister van Politie en Michel van Rey werd minister van Leger en Politie. Ter aanvulling van de raad werd Hardjoprajitno daarop lid van de NMR. Later werd Hardjoprajitno minister van Cultuur, Jeugd en Sport en ging hij deel uitmaken van de commandogroep van het Nationaal Leger.

### De Decembermoorden
Tijdens de Decembermoorden op 8 december 1982 was hij naar eigen zeggen niet aanwezig op Fort Zeelandia waar de moorden plaatsvonden. Hij zou aanwezig zijn op de Memre Boekoe Kazerne, waar hij meedeed aan een oefening, maar er gebeurde niets. Omdat hij schoten hoorde zou hij met Fort Zeelandia hebben gebeld, waarna hij te horen zou hebben gekregen dat de oefening daar wel begonnen was. Er waren anonieme getuigen die beweerden dat ze Hardjoprajitno op het tijdstip van de moorden in Fort Zeelandia hebben gezien. Hij werd daar aanvankelijk voor gedagvaard, maar hij werd in 2019 vrijgesproken.

### Na de Decembermoorden
Naar aanleiding van de Decembermoorden ontstond er onenigheid binnen de groep van militaire machthebbers. Daags na de Decembermoorden kwam de "Groep van 16" bij elkaar, waarbij Hardjoprajitno kritische vragen stelde. Niet lang daarna, op 8 januari 1983, werd hij opgepakt op beschuldiging dat hij samen met de inmiddels ook in ongenade gevallen Roy Horb een coup zou voorbereiden. Hardjoprajitno werd hiervoor tot 16 maanden gevangenisstraf veroordeeld. Horb kwam er minder genadig van af, hij werd dood in zijn cel aangetroffen. In de officiële lezing heet het dat Horb zelfmoord heeft gepleegd door zich aan het koord van zijn sportbroek op te hangen.
Na zijn vrijlating verliet Hardjoprajitno het leger. Hij werd beheerder van de Officiers Sociëteit en gaf leiding aan Stichting Machinale Landbouw, een staatsbedrijf in Wageningen voor met name rijstproductie. In 1996 vertrok hij in alle stilte naar Nederland. Hij nam de Nederlandse nationaliteit aan en werd ambtenaar. Na bij de Belastingdienst te hebben gewerkt is hij in Amsterdam een restaurant begonnen.
Jaren na de Decembermoorden werd in Suriname het onderzoek daarnaar geopend. In 2002 reisde een onderzoekscommissie, de zogenoemde "rogatoire commissie", naar Nederland om de in Nederland wonende betrokkenen te horen, onder wie Hardjoprajitno. Hierbij verklaarde deze dat hij niet bij de moorden aanwezig is geweest. Ook verklaarde hij dat hij geen contact meer heeft met de oorspronkelijke groep coupplegers.
Hardjoprajitno is de enige van het oorspronkelijke militaire bewind die openlijk afstand van de Decembermoorden heeft genomen. Hij zegt onder meer: "De Decembermoorden hadden nooit mogen gebeuren". Ook is hij blij met het proces, en stelt: "De nabestaanden hebben recht op de waarheid en alleen in een rechtszaak kan die waarheid boven water komen". Daarnaast zegt hij dat hij blij is zijn onschuld te kunnen bewijzen. Wel diende hij nog een bezwaarschrift in bij de krijgsraad omdat hij de (anonieme) getuigenverklaringen op basis waarvan hij tot verdachte is bestempeld ondeugdelijk vond. Dat bezwaarschrift werd afgewezen.
In juni 2019 werd Hardjoprajitno vrijgesproken van betrokkenheid.

### Fred Ormskerk
In december 2012 kwam Hardjoprajitno in het nieuws doordat het Tweede Kamerlid Harry van Bommel (Socialistische Partij) schriftelijke vragen stelde aan de minister van Buitenlandse Zaken, naar aanleiding van het verschijnen van het boek Bikkel van de journalist Rudie Kagie. Volgens drie getuigen die Kagie in het boek opvoert is Hardjoprajitno betrokken geweest bij de dood van oud-militair Fred Ormskerk.